# Robin Velasco
Robin Velasco (* 24. Juni 2002 in Hamburg) ist ein deutscher Fußballspieler. Der Flügelspieler wurde überwiegend beim Hamburger SV ausgebildet und steht seit Sommer 2024 bei Viktoria Köln unter Vertrag.

## Karriere

### Verein
Velasco, der spanische Wurzeln hat, begann beim SC Egenbüttel, einem Verein aus Rellingen-Egenbüttel im schleswig-holsteinischen Umland von Hamburg, mit dem Fußballspielen und war ab 2011 ein „Perspektivspieler“ des Hamburger SV, die alle drei Wochen im Nachwuchsleistungszentrum trainieren. Ein Jahr später wechselte er schließlich fest zum HSV und gehörte den E-Junioren (U11), der jüngsten NLZ-Mannschaft, an. Während seiner Zeit bei den D1-Junioren (U13) hatte Velasco mit vielen Verletzungen zu kämpfen, wobei diese mit seinem Wachstum zusammenhingen. Bei den C2-Junioren (U14) wurde der Offensivspieler zum defensiven Mittelfeldspieler umgeschult, erst bei den B2-Junioren (U16) wurde er wieder als Offensivspieler eingesetzt. In der Saison 2018/19 spielte Velasco mit den B1-Junioren (U17) in der B-Junioren-Bundesliga Nord/Nordost. Zur Saison 2019/20 rückte der 17-Jährige zu den A-Junioren (U19) auf und zog sich einen Syndesmose- und Außenbandriss im Sprunggelenk zu. Bis zum Abbruch der Spielzeit im März 2020 aufgrund der COVID-19-Pandemie absolvierte er als Flügelspieler 17 Spiele in der A-Junioren-Bundesliga Nord/Nordost und erzielte drei Tore. Im September 2020 wurde der 18-Jährige vom Hamburger Fußball-Verband als Jugendspieler des Jahres 2020 ausgezeichnet. Da die Saison 2020/21 aufgrund der Corona-Pandemie bereits ab November 2020 nicht mehr fortgeführt werden konnte, konnte er lediglich drei Bundesligaspiele (ein Tor) absolvieren. Im Januar 2021 verlängerte er seinen Vertrag bis zum 30. Juni 2023.
Zur Saison 2021/22 schaffte der 19-Jährige nicht den Sprung in die Profimannschaft, sondern wurde in die zweite Mannschaft integriert, die in der viertklassigen Regionalliga Nord spielt. Nachdem der Flügelspieler in drei Spielen drei Tore erzielt hatte, kam er während der Länderspielpause im September 2021 unter dem Cheftrainer Tim Walter bei einem Testspiel der Profimannschaft gegen den niederländischen Erstligisten FC Groningen zum Einsatz und nahm an einigen Trainingseinheiten teil. Nach zwei weiteren Toren in den folgenden fünf Regionalligaspielen folgte in der Länderspielpause im Oktober 2021 gegen den Bundesligisten VfL Wolfsburg ein weiterer Kurzeinsatz. Fortan war Velasco wieder Stammspieler bei der Regionalligamannschaft. Während der Länderspielpause im November 2021 kam er zu keinem Testspieleinsatz und auch die Wintervorbereitung im Januar 2022 absolvierte er nicht mit den Profis. Velasco verbrachte den Rest der Spielzeit ausschließlich bei der zweiten Mannschaft, für die er insgesamt 25-mal in der Regionalliga zum Einsatz kam und 8 Tore erzielte. Auch in der Saison 2022/23 gehörte er der zweiten Mannschaft an. In 25 Ligaspielen (19-mal in der Startelf) trug Velasco 6 Tore zur Vizemeisterschaft bei.
Nach seinem Vertragsende beim HSV wechselte Velasco zur Saison 2023/24 in die 3. Liga zum VfB Lübeck. Er unterschrieb beim Aufsteiger einen Vertrag bis zum 30. Juni 2025. Velasco kam in 33 von 38 Ligaspielen zum Einsatz, stand 22-mal in der Startelf und erzielte fünf Tore. Jedoch stiegen die Lübecker am Saisonende wieder in die Regionalliga Nord ab.
Velasco verblieb allerdings in der 3. Liga und wechselte zur Saison 2024/25 zu Viktoria Köln.

### Nationalmannschaft
Velasco absolvierte 2017 im Trikot der deutschen U15-Nationalmannschaft gegen die Niederlande sein erstes Spiel für eine deutsche Juniorennationalmannschaft. Für die U15 absolvierte er zwei Partien. Im selben Jahr kam Velasco zu zwei Spielen für die U16-Junioren. 2019 lief er in einem Spiel für die U18-Nationalmannschaft auf.

## Erfolge
- Mittelrheinpokal-Sieger: 2025 mit Viktoria Köln

## Auszeichnungen
- Jugendspieler des Jahres im Hamburger Fußball-Verband: 2020